# Sultan bin Salman Al Saud
Prinz Sultan bin Salman bin Abdulaziz Al Saud (arabisch سلطان بن سلمان بن عبد العزيز آل سعود, DMG Sulṭan bin Salmān bin ʿAbd al-ʿAzīz Āl Saʿūd; * 27. Juni 1956 in Riad, Saudi-Arabien) ist ein Sohn König Salmans von Saudi-Arabien und Enkel des Gründers des modernen Königreiches Saudi-Arabien Ibn Saud und seiner Lieblingsfrau Hussa Al Sudairi. Er ist der erste Raumfahrer seines Landes, der erste Muslim im All und der jüngste Teilnehmer einer Space-Shuttle-Mission.

## Leben
Er wurde 1956 als Sohn von Salman ibn Abd al-Aziz, des späteren Königs von Saudi-Arabien, geboren. Nach dem Besuch der Grund- und weiterführenden Schulen in Riad machte er seinen Bachelor in Kommunikationswissenschaften an der University of Denver in Colorado und seinen Master von der Syracuse University an der US-Ostküste, wo er an der Maxwell School Sozial- und Politikwissenschaften studierte.
Zunächst arbeitete er für das Informationsministerium seines Landes und war 1984 für das saudi-arabische Informationskomitee der Olympischen Spiele in Los Angeles zuständig. Als Teil einer internationalen Crew, die auch amerikanische und französische Astronauten umfasste, flog Al Saud am 17. Juni 1985 als erster Araber ins All. Auf der Mission STS-51G mit der US-Raumfähre Discovery repräsentierte er die Arab Satellite Communications Organization (ARABSAT), deren Satellit er als Nutzlastspezialist betreute. Nach sieben Tagen endete die Mission, wobei er als strenggläubiger Muslim dreimal pro 24 Stunden betete (nach Zeit in Houston). Nach Ende der Mission wurde er Gründungsmitglied der Association of Space Explorers.
Später war Al Saud Pilot im Linienflugverkehr und besaß auch einen eigenen Kampfjet (eine F-16), den er selbst steuerte. Er wurde außerdem Direktor des saudi-arabischen Amtes für kommerzielles Fernsehen. Über seinen Vater, den Besitzer der Zeitung Asharq al-Awsat (arabisch: الشرق الاوسط, übersetzt: Der Nahe Osten), ist er verbunden mit einer der größten arabischsprachigen Tageszeitungen der Welt. Die Zeitung dient im Bürgerkrieg in Syrien der Freien Syrischen Armee als Sprachrohr. Über seinen Bruder Faisal, der die Saudi Research and Marketing Group (SRMG) kontrolliert, ist er verbunden mit dem größten Medienunternehmen des Nahen Ostens.

## Panama Papers
Laut den Panama Papers besitzt oder besaß er zwischen 1996 und 2012 mindestens sieben verschiedene Briefkastenfirmen auf den Britischen Jungferninseln.

## Familie
Er ist mit Haifa bint Saud Al Saud, einer Tochter seines Cousins Saud bin Faisal, verheiratet und Vater eines Sohns und einer Tochter.

## Vorfahren
| Ahnentafel Prinz Sultan | Ahnentafel Prinz Sultan                        | Ahnentafel Prinz Sultan                        | Ahnentafel Prinz Sultan                  | Ahnentafel Prinz Sultan                  | Ahnentafel Prinz Sultan               | Ahnentafel Prinz Sultan               | Ahnentafel Prinz Sultan                        | Ahnentafel Prinz Sultan                        |
| ----------------------- | ---------------------------------------------- | ---------------------------------------------- | ---------------------------------------- | ---------------------------------------- | ------------------------------------- | ------------------------------------- | ---------------------------------------------- | ---------------------------------------------- |
| Urgroßeltern            | Emir Abdul Rahman ⚭ Sara bint Ahmed Al Sudairi | Emir Abdul Rahman ⚭ Sara bint Ahmed Al Sudairi | Ahmed Al Sudairi ⚭ Sharifa Al Suwaidi    | Ahmed Al Sudairi ⚭ Sharifa Al Suwaidi    | Ahmed Al Sudairi ⚭ Sharifa Al Suwaidi | Ahmed Al Sudairi ⚭ Sharifa Al Suwaidi | Faraj Al Asbali ⚭ Jamila bint Dhafer Al Asbali | Faraj Al Asbali ⚭ Jamila bint Dhafer Al Asbali |
| Großeltern              | König Abdulaziz ⚭ Hussa Ahmed Al Sudairi       | König Abdulaziz ⚭ Hussa Ahmed Al Sudairi       | König Abdulaziz ⚭ Hussa Ahmed Al Sudairi | König Abdulaziz ⚭ Hussa Ahmed Al Sudairi | Turki Al Sudairi ⚭ Aisha Al Asbali    | Turki Al Sudairi ⚭ Aisha Al Asbali    | Turki Al Sudairi ⚭ Aisha Al Asbali             | Turki Al Sudairi ⚭ Aisha Al Asbali             |
| Eltern                  | König Salman ⚭ Sultana Al Sudairi              | König Salman ⚭ Sultana Al Sudairi              | König Salman ⚭ Sultana Al Sudairi        | König Salman ⚭ Sultana Al Sudairi        | König Salman ⚭ Sultana Al Sudairi     | König Salman ⚭ Sultana Al Sudairi     | König Salman ⚭ Sultana Al Sudairi              | König Salman ⚭ Sultana Al Sudairi              |